# نقار خشب أصفر الرأس
نقار خشب أصفر الرأس (الاسم العلمي: Dendrocopos mahrattensis) هو نوع من فصيلة نقار الخشب.